# Мунсён

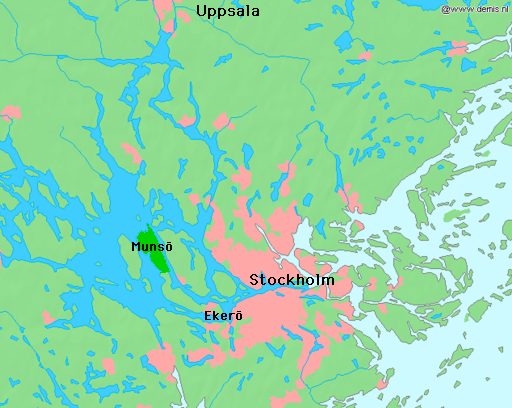
Мунсен (темно-зеленый), к западу от Стокгольма

Мунсён (швед. Munsön) — полуостров, бывший остров в Швеции, на озере Меларен. На полуострове находится деревня Мунсё. Административно относится к коммуне Экерё лена Стокгольм. Из-за послеледникового отскока этот остров на озере Меларен теперь соединен с островом Экерён. Отделён проливом Свинсундет от острова Адельсён на западе и плесом Лонгтармен от острова Ферингсё (Свартшёландет) на востоке. С островом Адельсён соединён канатным паромом.
На полуострове Мунсён находится курган Бьёрна Железнобокого.